# سایگون (رپر)
برایان دنیل کارنارد (زاده ۱۳ ژوئیه ۱۹۷۷) با نام هنری سایگون رپر آمریکایی است.